# Katastrofa metanowa

Metan to najprostszy z węglowodorów

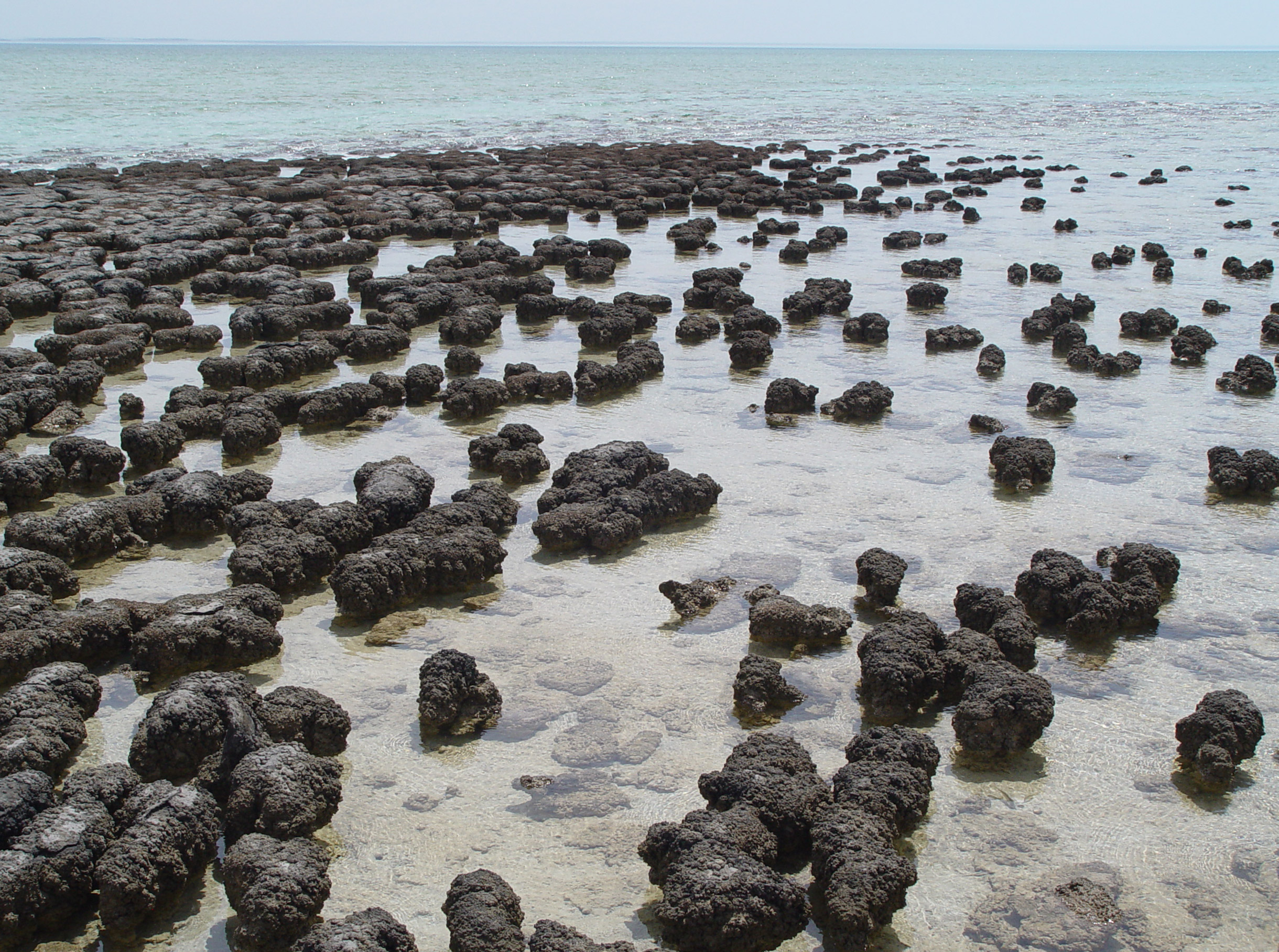
Współczesne stromatolity w Australii Zachodniej.

Katastrofa metanowa – zdarzenie, które mogło doprowadzić do zagłady życia w prekambrze.
Katastrofa metanowa wydarzyła się 3,7 miliarda lat temu (prekambr, archaik, eoarchaik). Ziemia była wtedy dość zimna, Słońce wysyłało o 30% energii mniej niż w czasach dzisiejszych. Istniejące już wtedy życie przybierało formy znacznie różniące się od spotykanych obecnie. Tworzyły się wtedy stromatolity, oleiste, warstwowe osady kolonii bakterii. Zbiorowiska te składały się z mikroorganizmów, a ich liczebność rosła i bakterie stały się bardzo liczne. Mogły one produkować metan. W efekcie powstawała metanowa mgła, której chmury zaczęły zatrzymywać docierającą do Ziemi energię słoneczną (metan jest gazem cieplarnianym, o działaniu silniejszym niż dwutlenek węgla). Ziemię otaczała więc metanowa atmosfera, przez co planeta stawała się miejscem nieprzyjaznym życiu. Proces ten powstrzymał nasilony wulkanizm. Jednakże gdyby Ziemia leżała nieco dalej od Słońca, mogłaby ochłodzić się na tyle, by uniemożliwiło to rozwój życia. Rozważa się też możliwość rozwoju innego rodzaju życia, opartego np. na amoniaku, zamiast na wodzie (wskazuje się na możliwość istnienia różnych rodzajów życia w zależności od rozpuszczalnika, z którym są związane; pociąga to za sobą odmienny skład chemiczny powstałego życia poprzez inne wiązania chemiczne powstające w różnych warunkach).
Peter Ward, paleontolog z Uniwersytetu Waszyngtońskiego, uważa to zdarzenie za argument za stworzoną przez siebie hipotezą Medei, wedle której nieodłączną cechą życia jest zmierzanie ku samozagładzie. Naukowiec zauważa też, że opisane działanie mikroorganizmów pozostaje w sprzeczności z hipotezą Gai, zakładającą, że organizmy żywe czynią środowisko bardziej sprzyjającym dla życia.